# Alles ist gut
Alles ist gut (Tot està bé) és el nom del tercer disc del grup alemany de música electrònica Deutsch-Amerikanische Freundschaft. Va aparèixer l'any 1981 i fou publicat al segell discogràfic Virgin Records.
Després de quedar reduïts a duet per les baixes de Chrislo Haas i Wolfgang Spelmans, Robert Görl i Gabi Delgado crearen un nou disc de DAF, en què es desprengueren dels trets experimentals dels dos primers àlbums per barrejar-se entre els grups de synthpop, gènere que en aquell període triomfava a Europa i a la resta del món, i al qual DAF hi contribuïren amb el seu estil particular, encara deutor (sobretot en les veus) de la seva època més associada al moviment punk.
Alles ist gut conté el tema que donà a conèixer els DAF arreu del món: es tracta de la cançó "Der Mussolini", que combina un text sarcàstic ple de referències a personatges i moviments històrics tan diversos com Benito Mussolini, Adolf Hitler, el comunisme o Jesucrist amb una base ballable de bateria i seqüenciador. Aquest tema i d'altres com "Der Räuber und der Prinz", "Sato-Sato" o "Alle gegen alle" crearen polèmica i contribuïren a augmentar les vendes del disc, que arribà a obtenir el premi Schallplattenpreis per les còpies venudes. La seva imatge encara donà més arguments per a la polèmica, i DAF aviat es guanyà fama de grup ambigu sexualment i política.
Aquest àlbum i els posteriors van ser molt importants per al creixement i desenvolupament de l'EBM, i la seva influència es deixa sentir en l'obra de grups com Nitzer Ebb.

## Temes

### DAF1CD
1. Sato-Sato (2,49)
2. Der Mussolini (El Mussolini) (3,55)
3. Rote Lippen (Llavis vermells) (2,42)
4. Mein Herz macht Bum (El meu cor fa bum) (4,28)
5. Der Räuber und der Prinz (El lladre i el príncep) (3,33)
6. Ich und die Wirklichkeit (Jo i la realitat) (3,05)
7. Als wär's das letzte Mal (Com si fos l'última vegada) (3,23)
8. Verlier' nicht den Kopf (No perdis el cap) (3,17)
9. Alle gegen Alle (Tots contra tots) (3,56)
10. Alles ist gut (Tot està bé) (3,26)

## Dades
- DAF són: Gabi Delgado (textos, veus) i Robert Görl (música, bateria, sintetitzador, seqüenciador, campanes).
- Enregistrat a Conny's Studio. Produït per Conrad Plank.